# Snelfietsroute F35

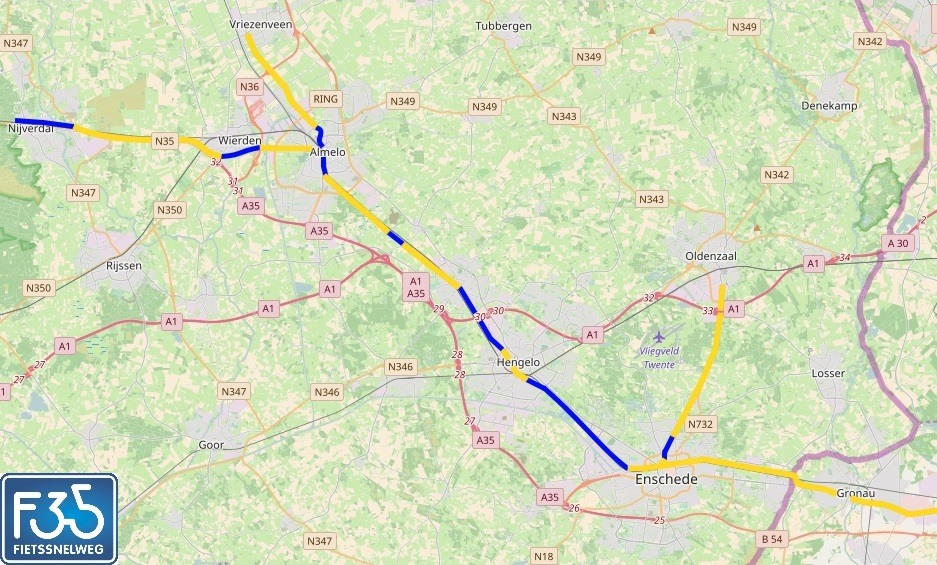
Tracékaart van de fietssnelweg F35. (Blauw = Gereed, Geel = In voorbereiding) (status 2017)

De F35 is een fietssnelweg in aanleg tussen Nijverdal en de Duitse grens, met zijtakken naar Vriezenveen en Oldenzaal. Tevens zijn er plannen om de fietssnelweg te verlengen naar Gronau en Ochtrup. De route maakt deel uit van het Hoogwaardig Fietsnetwerk Twente. De naam F35 is ontleend aan het nummer van de A35, de auto(snel)weg waaraan het traject van de F35 voor een groot deel parallel ligt.
De trajecten waarop het meeste verkeer wordt verwacht zijn:
- Borne - Hengelo - Enschede
- Almelo - Vriezenveen
- Almelo - Wierden

In de tracékaart hiernaast is het verloop van de fietssnelweg te zien.

## Tracé

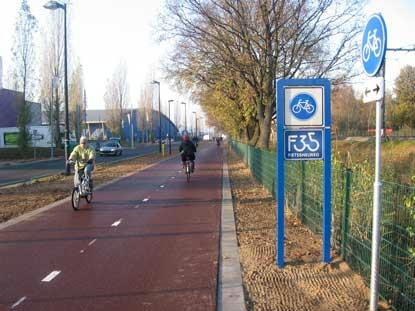
De F35 in Enschede.

Het tracé van de F35 volgt tussen Nijverdal en Almelo het spoor en de rijbaan van de N35. De precieze ligging is afhankelijk van de plannen voor de verlegging en verdubbeling (2×2 rijstroken) van de N35. Tussen Almelo en Enschede komt de F35 langs het spoor te liggen. De zijtak van Almelo naar Vriezenveen krijgt deels een vrijliggend tracé en deels een tracé langs de Aadorpweg. De zijtak van Enschede naar Oldenzaal krijgt een vrijliggend tracé of komt langs de provinciale weg N733 te liggen. De ligging langs het spoor is gunstig. Hier ligt immers een kaarsrechte strook vrije ruimte, die de realisatie van een vrijliggende, non-stop fietsverbinding richting de centrumgebieden en stationsomgevingen mogelijk maakt. Daarnaast kan de F35 meeprofiteren van de vaak ongelijkvloerse kruisingen tussen spoorwegen en drukke autowegen. De stedelijke centra en vooral de stationsomgevingen zijn de knooppunten in het systeem. Hier is het mogelijk verder te fietsen over het Hoogwaardig Fietsnetwerk Twente.
Waar een vrije ligging niet mogelijk is wordt een fietsstraat aangelegd. Dit is onder ander het geval in Borne (Beerninksweg, Röringstraat, Bornerbroeksestraat en Molenstraat) en in Hengelo (Slachthuisweg, Parallelweg LS en Watertorenlaan). Verder maakt de route op de Parallelweg in Borne gebruik van fietsstroken.

## Kruising met spoorlijn
Ten zuidoosten van Hengelo was een overweg in de oude spoorlijn naar Haaksbergen, waarvan een deel in gebruik was als raccordement van AkzoNobel. Doordat de kruising niet loodrecht was (zoals bij de meeste overwegen) en de meeste fietsers niet gewend waren aan tramsporen, leidde dat tot valpartijen. Het probleem werd opgelost door een kronkel in de F35 te maken zodat de kruising loodrecht was. Spoedig daarna werd het raccordement buiten gebruik gesteld en de overweg verwijderd.

## Voortgang
De stand van zaken is als volgt (november 2023):
Oldenzaal - Enschede
| Tracé:                                           | Lengte (km): | Status:                |
| ------------------------------------------------ | ------------ | ---------------------- |
| Oldenzaal (station Oldenzaal) - Schelmaatstraat) | -            | nog geen voorbereiding |
| Oldenzaal (Schelmaatstraat - Hanzepoort)         | 1,5          | gereed                 |
| Oldenzaal (Hanzepoort) - Enschede (Voortsweg)    | -            | is voorbereid          |
| Enschede (Voortsweg - station Enschede)          | 1,7          | gereed                 |
| Gereed Oldenzaal - Enschede:                     | 3,2          |                        |

Glanerbrug - Nijverdal
| Tracé:                                                | Lengte (km): | Status:                       |
| ----------------------------------------------------- | ------------ | ----------------------------- |
| Glanerbrug - Enschede (Laaressingel)                  | -            | in voorbereiding              |
| Enschede (Laaressingel - station Enschede)            | 1,8          | gereed                        |
| Enschede (station Enschede) - Borne (Oonksweg)        | 15,2         | gereed                        |
| Borne (Oonksweg) - Zenderen (Het Hag)                 | -            | in voorbereiding              |
| Zenderen (Het Hag - Middenvlier)                      | 0,6          | gereed (zonder F35 bebording) |
| Zenderen (Middenvlier) - Almelo (Bornerbroeksestraat) | -            | in voorbereiding              |
| Almelo (Bornerbroeksestraat - Nieuwstraat)            | 0,6          | gereed                        |
| Almelo (Nieuwstraat - ROC)                            | 0,5          | gereed                        |
| Almelo (ROC - Aalderinkssingel)                       | -            | in voorbereiding              |
| Almelo (Aalderinkssingel) - Wierden (Stegeboersweg)   | 5,0          | gereed                        |
| Wierden (Stegeboerweg) - Nijverdal (Veenweg)          | -            | is voorbereid                 |
| Nijverdal (Veenweg - Het Ravijn)                      | 3,4          | gereed                        |
| Gereed Glanerbrug- Nijverdal:                         | 27,1         |                               |

Almelo - Vriezenveen
| Tracé:                                           | Lengte (km): | Status:                  |
| ------------------------------------------------ | ------------ | ------------------------ |
| Almelo (Nieuwstraat - Kolthofsingel)             | 2,1          | gereed                   |
| Almelo (Kolthofsingel) - Aadorp (Westermaatweg)  | -            | nog geen voorbereidingen |
| Aadorp (Westermaatweg) - Vriezenveen (Westeinde) | 3,1          | gereed                   |
| Gereed Almelo - Vriezenveen:                     | 5,2          |                          |
| Totaal gereed:                                   | 31,9         |                          |

In Hengelo stonden wegwijzers bij de delen van de F35 die nog niet gereed waren, zodat de fietsers het vervolg van de F35 konden vinden.